# Smart-tv

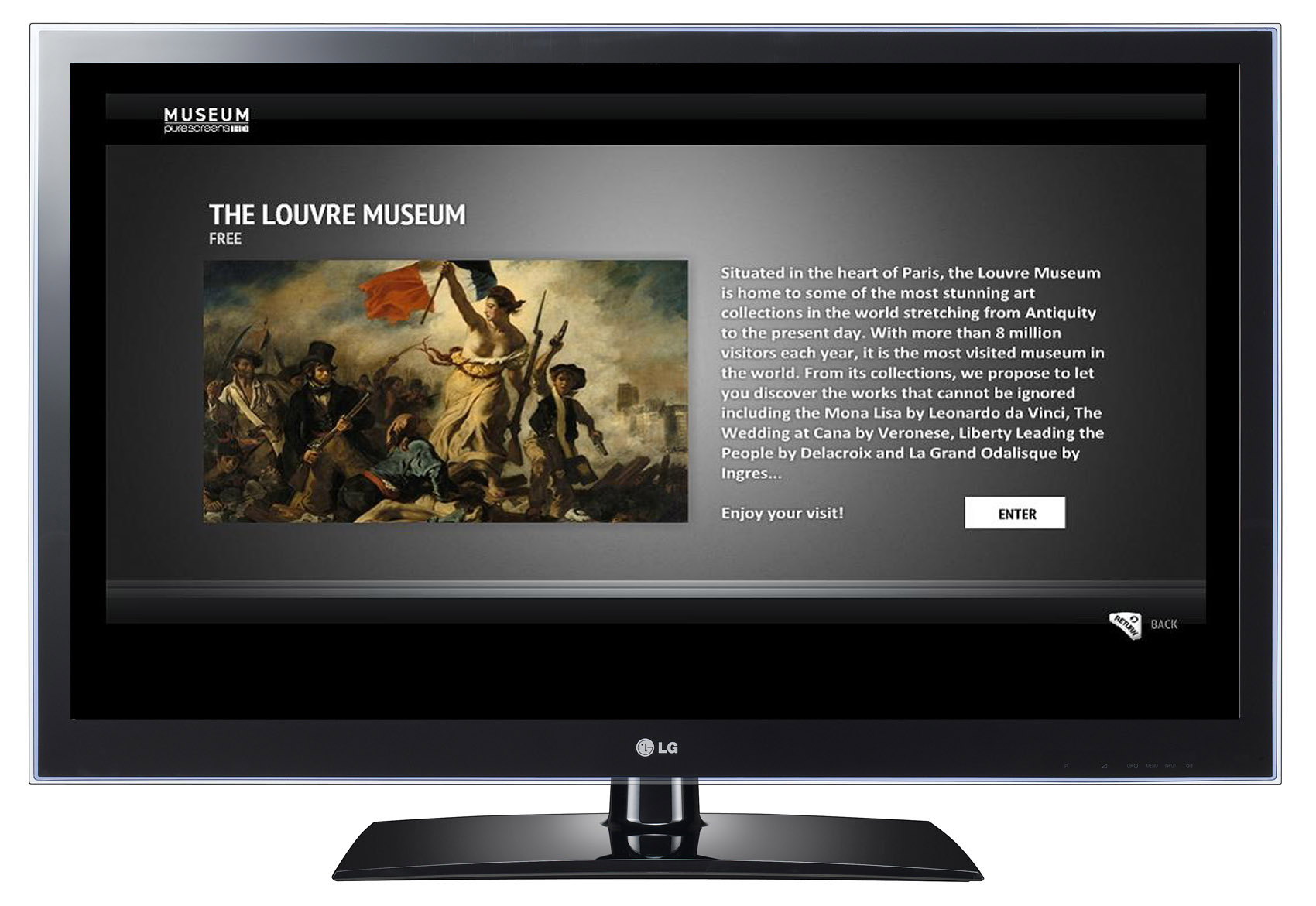
Smart-tv met internet-informatie

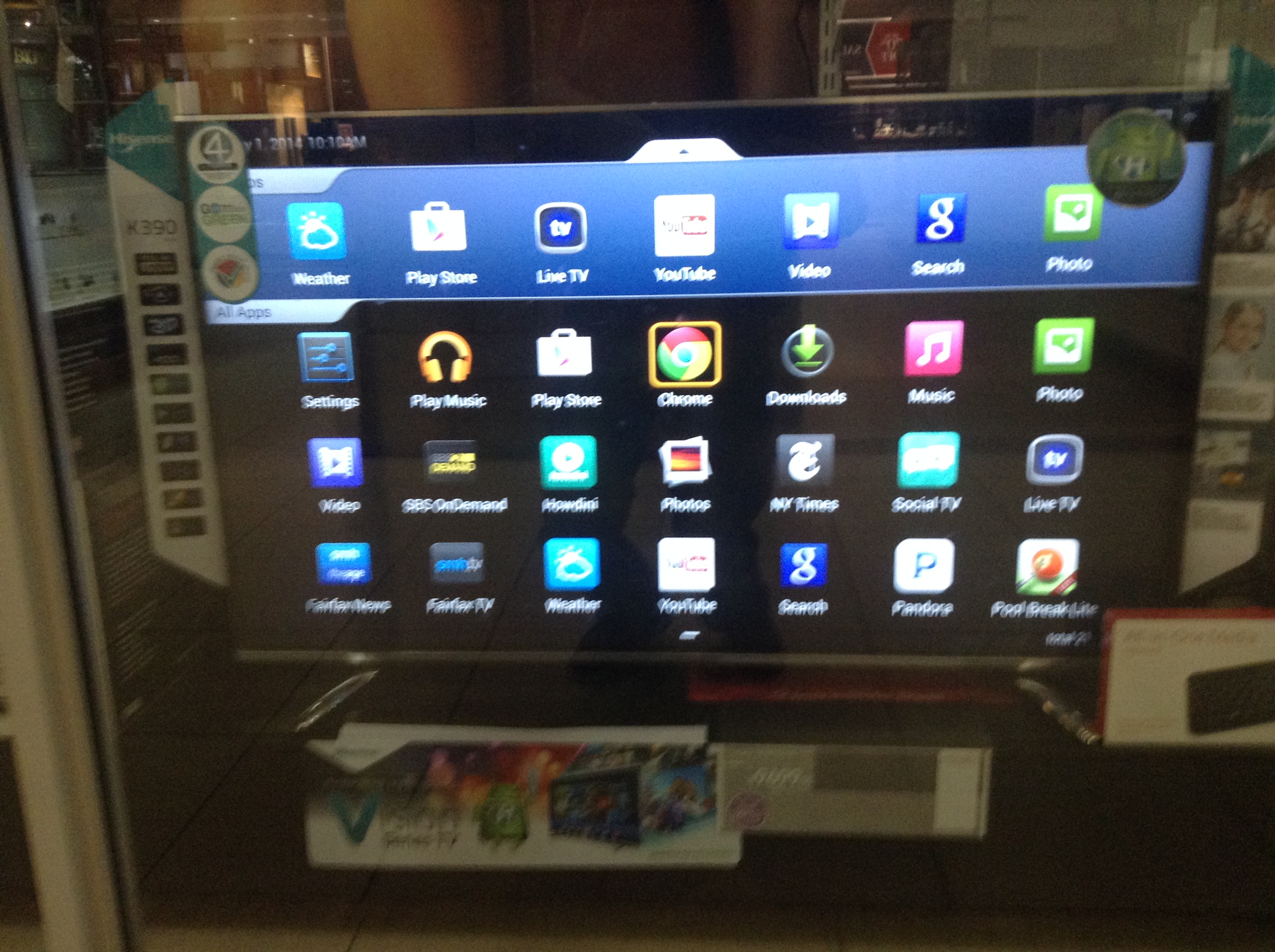
Smart-tv met apps

Smart-tv of intelligente tv (naar het Engelse woord 'smart', wat slim betekent) is een televisietoestel dat kan worden verbonden met het internet. De verbinding kan, net als bij een pc, tot stand worden gebracht door middel van een ethernetkabel of draadloos via WLAN (wifi). Naast televisie kijken kunnen er – net als bij een smartphone of tablet – apps mee worden bediend. Met een webbrowser kan op het internet worden gesurft en men kan gebruik maken van betaalde diensten zoals interactieve televisie, video on demand en streamingdiensten.
Een smart-tv heeft een beeldscherm met hoge resolutie en bezit gewoonlijk aansluitingen voor USB, HDMI, bluetooth en een uitgang voor digitaal geluid. Ze kan worden aangesloten op een pc en andere apparatuur.
Alle tv-fabrikanten zijn inmiddels begonnen met de productie van smart-tv's. Ze zijn net als een computer toegerust met een besturingssysteem en met een beperkte versie van een multikernprocessor. De nieuwere modellen hebben een microfoon en een camera. Sommige kunnen zelfs bediend worden met de stem of via een ingebouwde of aangesloten camera met handbewegingen.
Bekende gevaren van smart-tv's zijn de mogelijkheid dat privacygegevens van de gebruiker door de fabrikant of derden worden verzameld, alsook het gevaar van hacken, waarbij van afstand door derden de controle over het apparaat wordt overgenomen, met zelfs de mogelijkheid heimelijk de microfoon en camera aan te zetten en de gebruiker te bespioneren.

## Merken
Alle tv-fabrikanten zijn inmiddels overgestapt op de productie van smart-tv's. Elk merk heeft hierbij zijn eigen draai gegeven aan de vormgeving en functionaliteit en elke fabrikant heeft eigen benaming gegeven aan zijn smart-tv-functionaliteit, maar uiteindelijk zal de werking op hetzelfde neerkomen.

### LG

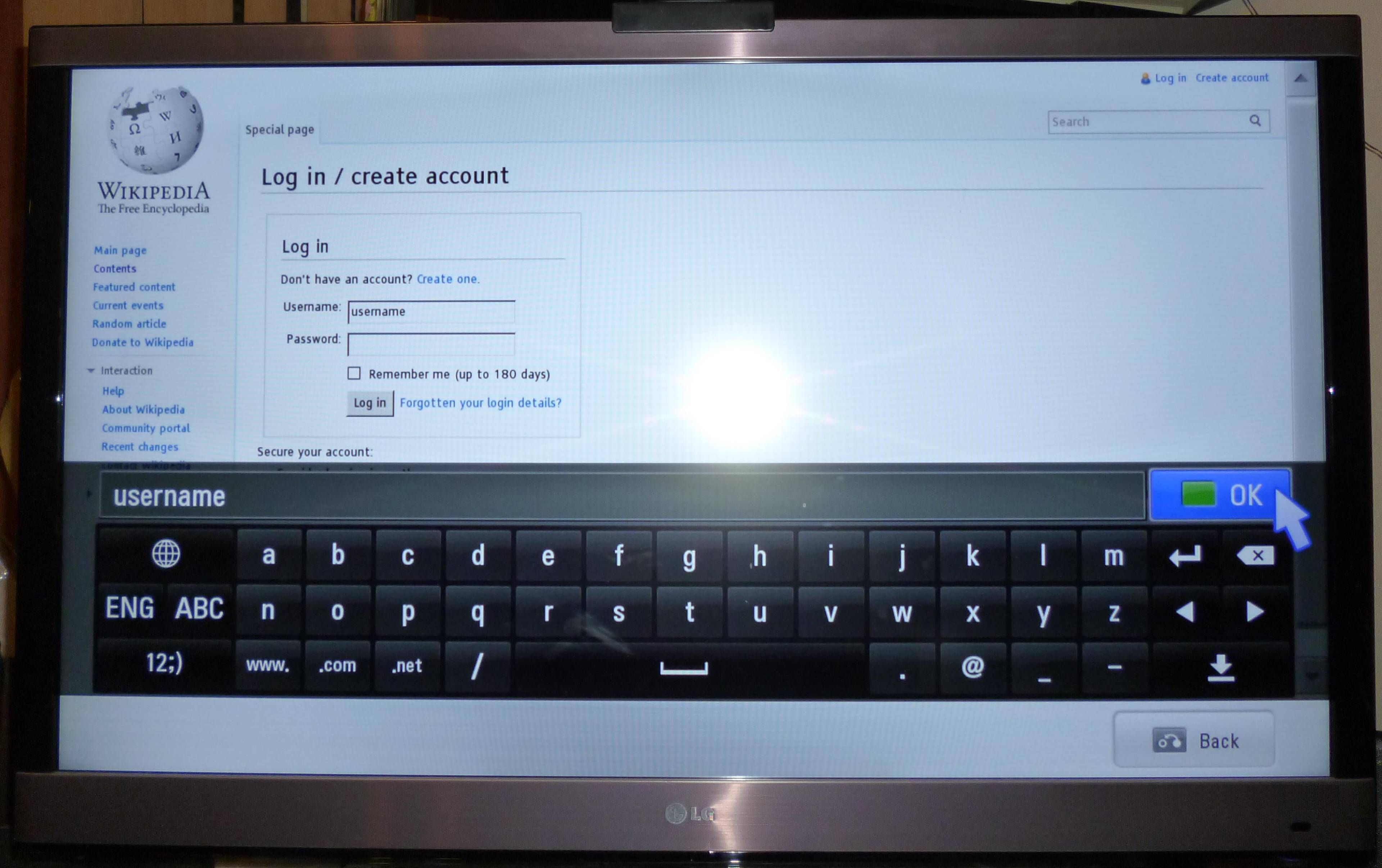
LG-smart-tv met webbrowser en virtueel toetsenbord

In 2007 begon LG met de benaming NetCast, dat in 2011 werd omgezet in de naam Smart TV. Tegelijk met deze naamswijziging kreeg de software ook meer flexibiliteit, doordat de eindgebruiker ook applicaties kan downloaden en kopen. Ook verhuurt LG films en series.

### Panasonic
In mei 2008 kwam Panasonic met Viera Cast, vergelijkbaar met NetCast van LG. Aanvankelijk waren hiervoor applicaties beschikbaar zoals YouTube, Picasa Web Album, Bloomberg News en The Weather Channel. In 2009 werd hier nog Amazon Video on Demand aan toegevoegd. Begin 2010 kwam Panasonic ook met Netflix en Skype als extra applicaties, maar deze waren alleen geschikt voor de nieuwe modellen die in 2010 werden gelanceerd. Later dat jaar kwam er ook nog Twitter bij. In 2011 besloot Panasonic zijn dienstverlening volledig om te gooien en veranderde daarbij de benaming. Viera Cast wordt uitgefaseerd en alle nieuwe modellen worden geleverd met Viera Connect. Ook hierbij staan internet en losse applicaties centraal.

### Philips
Bij Philips is de benaming Smart TV.

### Samsung
Vrijwel gelijk met LG toonde Samsung ook in 2007 zijn eerste smart-tv. In eerste instantie werd de dienst in 2008 onder de naam Power Infolink aangeboden, maar hierbij ging het om niet meer dan een andere vorm van teletekst. In 2009 werd het serieuzer aangepakt en kreeg de dienst de toepasselijkere naam Internet@TV. In 2010 maakte Samsung er veel werk van om zijn nieuwe 3D-tv's aan te prijzen en derhalve vernieuwde de fabrikant ook in dat jaar Internet@TV, waardoor onder meer het aanbieden van 3D-content tot de mogelijkheden ging behoren. Sinds 2011 is deze content dan ook gratis beschikbaar voor bezitters van een 3D-tv van Samsung.

## Vereisten
Om gebruik te maken van smart-tv moet de televisie contact kunnen maken met internet. Hiervoor is een internetabonnement vereist. De verbinding kan, net als bij een pc, tot stand worden gebracht door middel van een ethernetkabel of draadloos  via WLAN (wifi).

## Hacking
Via WikiLeaks werd in 2017 bekend dat het Center for Cyber Intelligence van de CIA samen met de Britse Geheime Dienst MI5 spyware ontwikkelde waarmee smart-tv's kunnen worden gehackt. Hiermee kan worden 'gefaket' dat het apparaat uit staat, terwijl het in werkelijkheid functioneert als een afluisterapparaat. Het kan volgens de gelekte documenten ook wifi-wachtwoorden uitlezen en tussenpersonen toegang geven tot het apparaat. Daarmee kan ook controle worden verkregen over het met de tv verbonden netwerk. Er zou ook al gewerkt zijn aan een versie die een ingebouwde camera kan bedienen en beelden daarvan opnemen, alsmede de livestreaming van geluid. Het zou waarschijnlijk niet alleen maar smart-tv's van Samsung betreffen, maar ook die van andere merken.
De CIA werkte volgens de gelekte documenten, samen met "bevriende buitenlandse regeringen" en de National Security Agency (NSA), aan malware om in te breken in computers, mobiele telefoons en smart-tv's van bedrijven als Apple, Google, Microsoft en Samsung. Het gaat om illegale methoden om encryptie, antivirussoftware en andere beveiliging te omzeilen of te kraken, die bedoeld zijn om privégegevens van burgers en bedrijven te beschermen. Een van de doelen zou zijn het omzetten van met internet verbonden tv's in afluisterposten.
In november 2019 waarschuwde de FBI van Oregon voor het gevaar van met internet verbonden smart-tv's. Via de ingebouwde microfoon en camera, soms met gezichtsherkenning, kan een hacker zowel de tv bedienen als de bezitter bekijken en afluisteren.